# Friedrich Gottlieb Klopstock
Friedrich Gottlieb Klopstock (Quedlinburg, 2. srpnja 1724. – Hamburg, 14. ožujka 1803.), njemački pjesnik 
Prvi je izvorni predstavnik njemačkog građanskog pjesništva. U epu "Mesija" u kozmičkim je razmjerima opjevao muku i uskrsnuće Isusovo. Nasuprot racionalizmu svog vremena u poeziju je unio osjećajnost, čime je utro put "Sturm und Drangu" i utjecao na iduću književnu generaciju, pa i na Goethea i Schillera. Pisao je i drame, a svoja shvaćanja o jeziku, književnosti i umjetnosti izložio je u raspravi "Njemačko učenjaštvo". 